# 수페르코파 데 에스파냐 2014
수페르코파 데 에스파냐 2014(스페인어: Supercopa de España de Fútbol 2014)은 2014년 8월 19일과 8월 22일에 1·2차전 형식으로 맞붙어 진행된 스페인의 축구 컵대회 경기이다. 이 연도에는 라 리가를 우승한 아틀레티코 마드리드와 코파 델 레이를 우승한 레알 마드리드가 맞붙었다. 1차전은 1-1 무승부로 끝났다. 아틀레티코 마드리드는 2차전에서 레알 마드리드를 1-0으로 이기고 우승을 차지했다. 이번 수페르코파 데 에스파냐는 사상 첫 마드리드 더비로, 2008년 이래 바르셀로나가 참가하지 않은 첫 대회였다.

## 참가 구단
| 구단                | 자격                      |
| ------------------- | ------------------------- |
| 아틀레티코 마드리드 | 라리가 2013-14 우승       |
| 레알 마드리드       | 코파 델 레이 2013-14 우승 |

## 상세 경기 정보

### 1차전
선제골은 81분에 다니 카르바할이 카림 벤제마를 향해 공을 가운데로 띄운 것이 시발점이 되었는데, 막힌 공은 교체로 들어간 하메스 로드리게스 앞에 떨어졌는데, 로드리게스는 오른발로 6.5미터 거리에서 선제골이자 자신의 레알 마드리드 1호골을 기록했다. 아틀레티코 마드리드는 라울 가르시아가 경기 시간 2분을 남기고 승부를 원점으로 돌렸는데, 골문 1.8미터 앞에서 코케가 왼쪽에서 띄운 공을 넘겨받아 우왕좌왕하는 레알 마드리드의 수비를 따돌리고 오른발 발꿈치로 찔러넣었다.
| 레알 마드리드     | 1–1    | 아틀레티코 마드리드 |
| ----------------- | ------ | ------------------- |
| J. 로드리게스 81′ | 리포트 | R. 가르시아 88′     |

| 레알 마드리드 | 아틀레티코 |

| GK              | 1  | 이케르 카시야스 (주장) |     |     |
| RB              | 15 | 다니 카르바할          |     |     |
| CB              | 3  | 페페                   |     |     |
| CB              | 4  | 세르히오 라모스        | 61′ |     |
| LB              | 12 | 마르셀루               |     |     |
| RM              | 19 | 루카 모드리치          |     | 78′ |
| CM              | 14 | 샤비 알론소            | 38′ |     |
| LM              | 8  | 토니 크로스            |     |     |
| RF              | 11 | 가레스 베일            |     |     |
| CF              | 9  | 카림 벤제마            |     |     |
| LF              | 7  | 크리스티아누 호날두    |     | 46′ |
| 교체 선수:      |    |                        |     |     |
| GK              | 13 | 케일러 나바스          |     |     |
| DF              | 2  | 라파엘 바란            |     |     |
| DF              | 5  | 파비우 코엔트랑        |     |     |
| DF              | 17 | 알바로 아르벨로아      |     |     |
| MF              | 10 | 하메스 로드리게스      |     | 46′ |
| MF              | 23 | 이스코                 |     |     |
| MF              | 22 | 앙헬 디 마리아         |     | 78′ |
| 국기그림:       |    |                        |     |     |
| 카를로 안첼로티 |    |                        |     |     |

| GK              | 1  | 미겔 앙헬 모야        |     |     |
| RB              | 20 | 후안프란              |     |     |
| CB              | 23 | 미란다                |     |     |
| CB              | 2  | 디에고 고딘           |     |     |
| LB              | 3  | 길례르미 시케이라     | 13′ | 64′ |
| RM              | 26 | 사울                  |     | 57′ |
| CM              | 4  | 마리오 수아레스       | 58′ |     |
| CM              | 14 | 가비 (주장)           |     |     |
| LM              | 6  | 코케                  | 5′  |     |
| CF              | 8  | 라울 가르시아         | 69′ |     |
| CF              | 9  | 마리오 만주키치       | 61′ | 78′ |
| 교체 선수:      |    |                       |     |     |
| GK              | 13 | 얀 오블라크           |     |     |
| DF              | 24 | 호세 히메네스         |     |     |
| DF              | 15 | 크리스티안 안살디     |     | 64′ |
| MF              | 5  | 티아구                |     |     |
| MF              | 7  | 앙투안 그리즈만       |     | 57′ |
| MF              | 21 | 크리스티안 로드리게스 |     |     |
| FW              | 11 | 라울 히메네스         |     | 78′ |
| 국기그림:       |    |                       |     |     |
| 디에고 시메오네 |    |                       |     |     |

### 2차전
마리오 만주키치는 경기 시작 2분 만에 1-0 결승골을 뽑아냈는데, 페널티 구역 바로 안에서 낮게 깔아차 득점에 성공했다.
디에고 시메오네 아틀레티코 마드리드 감독은 26분 만에 퇴장당했는데, 그는 부심의 머리 뒤쪽을 만지작거렸기 때문이었다.
| 아틀레티코 마드리드 | 1–0    | 레알 마드리드 |
| ------------------- | ------ | ------------- |
| 만주키치 2′         | 리포트 |               |

| 아틀레티코 | 레알 마드리드 |

| GK              | 1               | 미겔 앙헬 모야        |     |     |
| RB              | 20              | 후안프란              |     |     |
| CB              | 23              | 미란다                |     |     |
| CB              | 2               | 디에고 고딘           |     |     |
| LB              | 3               | 길례르미 시케이라     |     |     |
| CM              | 5               | 티아구                | 18′ |     |
| CM              | 14              | 가비 (주장)           |     |     |
| RM              | 8               | 라울 가르시아         | 74′ | 90′ |
| AM              | 7               | 앙투안 그리즈만       | 68′ | 73′ |
| LM              | 6               | 코케                  | 50′ |     |
| CF              | 9               | 마리오 만주키치       |     | 84′ |
| 교체 선수:      |                 |                       |     |     |
| GK              | 13              | 얀 오블라크           |     |     |
| DF              | 24              | 호세 히메네스         |     |     |
| DF              | 15              | 크리스티안 안살디     |     |     |
| MF              | 4               | 마리오 수아레스       |     |     |
| MF              | 21              | 크리스티안 로드리게스 |     | 84′ |
| MF              | 26              | 사울                  |     | 90′ |
| FW              | 11              | 라울 히메네스         |     | 73′ |
| 국기그림:       |                 |                       |     |     |
| 디에고 시메오네 | 디에고 시메오네 | 디에고 시메오네       | 26′ |     |

| GK              | 1  | 이케르 카시야스 (주장) |           |     |
| RB              | 15 | 다니 카르바할          |           |     |
| CB              | 2  | 라파엘 바란            |           |     |
| CB              | 4  | 세르히오 라모스        | 89′       |     |
| LB              | 5  | 파비우 코엔트랑        |           | 70′ |
| RM              | 19 | 루카 모드리치          | 48′ 90+1′ |     |
| CM              | 14 | 샤비 알론소            | 52′       |     |
| LM              | 8  | 토니 크로스            |           | 46′ |
| RF              | 11 | 가레스 베일            |           |     |
| CF              | 9  | 카림 벤제마            |           |     |
| LF              | 10 | 하메스 로드리게스      |           | 65′ |
| 교체 선수:      |    |                        |           |     |
| GK              | 13 | 케일러 나바스          |           |     |
| DF              | 3  | 페페                   |           |     |
| DF              | 12 | 마르셀루               |           | 70′ |
| DF              | 17 | 알바로 아르벨로아      |           |     |
| MF              | 23 | 이스코                 | 78′       | 65′ |
| MF              | 24 | 아시에르 이야라멘디    |           |     |
| FW              | 7  | 크리스티아누 호날두    | 90+4′     | 46′ |
| 국기그림:       |    |                        |           |     |
| 카를로 안첼로티 |    |                        |           |     |

## 우승
| 수페르코파 데 에스파냐 2014 우승 |
| -------------------------------- |
| 아틀레티코 마드리드 2번째 우승   |

## 같이 보기
- 라리가 2013-14
- 코파 델 레이 2013-14
- 아틀레티코 마드리드 2014-15 시즌
- 레알 마드리드 CF 2014-15 시즌
- 마드리드 더비